# Proyecto 941 «Akula»
El Proyecto 941  (en ruso: Проект 941 «Акулa»,  designación de la  Armada Rusa: "Akula", que significa tiburón; designación de la OTAN "Typhoon", Tifón en castellano) es una clase de submarinos nucleares de misiles balísticos  desplegado por la Armada Soviética en los años 1980. Con un desplazamiento máximo de 48 000 toneladas, los submarinos de la clase Typhoon son los más grandes del mundo. 
La clase Typhoon constó de seis submarinos operativos equipados con el misil balístico intercontinental R-39 Rif. Hacia el final de su vida útil, a dos unidades (el TK-20 Severstal y el TK-208 Dmitri Donskoi) se les realizaron modificaciones exhaustivas en los astilleros de Severodvinsk, sirviendo para pruebas de armas, sistemas y otros equipos subacuáticos tanto militares como científicos. El resto fueron desmantelados o se encuentran en proceso de serlo, por su alto costo operativo y los acuerdos de limitación de armas estratégicas nucleares con Estados Unidos firmados en 1991 (START I), refrendados en la firma del START III de 2010. 
Silenciosos y con una increíble capacidad destructiva, los SSBN denominados Typhoon en Occidente fueron, hasta su retiro del servicio activo, el orgullo del arma submarina soviética. Aunque como se ha referido todavía se mantienen tres submarinos operativos (dos en la reserva a espera de  un desguace definitivo, una vez sean sustituidas todas las unidades, incluido el Dimitri Donskoi por el nuevo SSBN del proyecto 955 Borey (20 silos lanzamisiles en vez de 16), según las nuevas necesidades estratégicas.

## Historia
El desarrollo de este pesado submarino nuclear estratégico (SSBN) fue autorizado en diciembre de 1972, y el 19 de diciembre de 1973 el gobierno soviético emitió oficialmente la orden para diseñar y construir el submarino de misiles balísticos Proyecto 941, posteriormente designado clase Typhoon
El promotor fue la oficina de diseño de Leningrado que es ahora la Oficina Central de Diseño para la Ingeniería de la Marina “Rubin”. El proyecto fue llevado a cabo por el ingeniero jefe S.H. Kovalev y su construcción tuvo lugar en los astilleros N.º 402 Sevmash, de Severodvinsk, cerca de Arjánguelsk, en el mar Blanco. Para su fabricación se tuvieron en cuenta más de 200 soluciones, asegurándose así de que el Typhoon entrara en el nuevo milenio siendo, no solo el submarino más grande del mundo, sino también uno de los más avanzados tecnológicamente. Después de intensivas comprobaciones, el TK-208 fue puesto en servicio en septiembre de 1980 e introducido en la flota del Norte el 12 de diciembre de 1981.
Entre 1981 y 1989 seis submarinos de la clase Thypoon entraron en servicio, teniendo su base en Nyerpichya, en el fiordo de Zapádnaya Litsa, en la península de Kola. La Unión Soviética tenía planes ambiciosos para construir muchos más submarinos Typhoon y asignarlos a la Flota del Norte y a la Flota del Pacífico. De hecho, un séptimo submarino se empezó a construir a finales de los 80, pero nunca se finalizó, pues coincidió con la ruptura de la URSS y el proyecto se paralizó.

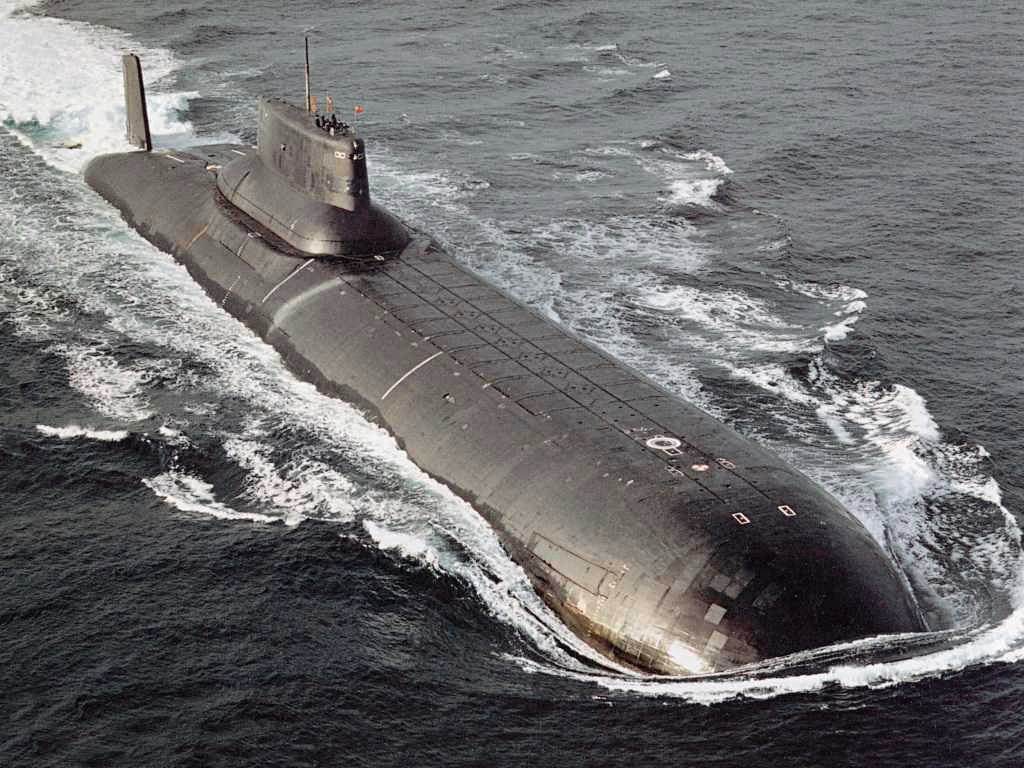
Submarino de Clase Typhoon en navegación.

Estos submarinos acarreaban grandes problemas de todo tipo. Aparte del enorme coste económico que suponía mantenerlos en servicio, los "Typhoon” requerían una complicada infraestructura para operar adecuadamente. Las obras para rediseñar la base en Nyerpichya, lugar donde más tarde se estacionarían, empezaron en 1977. La mayoría de las otras bases navales soviéticas no podían acogerlos debido a sus enormes dimensiones. La remodelación de Nyerpichya concluyó en 1981, justo a tiempo para la puesta en servicio del primer Typhoon, y el nuevo diseño de las instalaciones incluía plantas para suministrar electricidad y calor a los submarinos cuando estaban en la base, entre otras mejoras.
Los misiles balísticos que portaban también eran difíciles de manejar debido a su gran tamaño. Solamente podían ser transportados por raíles y luego eran izados por una potente grúa para cargarlos en los silos verticales a bordo del submarino. La carga se efectuaba mediante el barco de transporte Aleksandr Brykin, que fue construido específicamente para los Typhoon, y que tenía una grúa de 125 toneladas a bordo para izar la carga de los mastodónticos misiles R-39 (RSM-52).
El primer submarino de la clase, el TK-208, comisionado en 1981, sufrió dos incidentes leves en 1986 y 1987 de fuga de radiación cuando se estaba procediendo a la limpieza del reactor, aunque siguió prestando servicio. Después entró en los astilleros de Sevmash en 1990 para revisiones y reparaciones varias. Al parecer dichos incidentes produjeron algún daño más importante, ya que el buque estuvo en el dique seco hasta el 2002. Durante esta extensa “revisión” de 12 años, el número de identificación del submarino 834 (TK-208) se cambió a Dmitry Donskoy. 
Según informes recientes, el Dmitry Donskoy, ha sido mejorado y actualizado con lo último en tecnología, principal causa esta de su larga estancia en el astillero. Las primeras pruebas del submarino tras este largo paréntesis en puerto, han tenido lugar la primavera del año 2010.
El 27 de septiembre de 1991, el TK-17 sufrió un accidente. Un misil explotó accidentalmente durante unas maniobras de disparo en el mar Blanco. El buque resultó seriamente dañado, pero pudo regresar a la base y más tarde fue reparado para continuar en servicio. Este mismo submarino, el TK-17, ahora rebautizado Arkhangelsk, volvió de nuevo al servicio el 9 de noviembre de 2002, tras haber estado casi un año de reparaciones y mejoras.
El último submarino de la serie en ser construido, el TK-20 Severstal, también sigue activo desempeñando misiones varias, al igual que sus otros hermanos, probando nuevos sistemas electrónicos, haciendo ejercicios de entrenamiento y llevando a cabo maniobras de lanzamiento de nuevos misiles y torpedos desde sus tubos torpederos, entre otras misiones, como el entrenamiento de nuevos cadetes de la marina de Rusia en comunicaciones  cifradas y secretas vía satélite, mientras agotan su vida útil.
La vida operacional de estos submarinos se estima que está entre 20-30 años, aunque para mantenerlo activo durante ese periodo, el submarino necesita revisiones y reparaciones de gran escala cada 7-8 años. De otro modo, la vida de un submarino se reduce drásticamente a casi la mitad.
De los seis submarinos de que constaba la clase, tres ya han sido retirados completamente, como parte del Tratado para la Reducción de Armas firmado por Estados Unidos y Rusia (START I de 1991). El TK-202 y el TK-12 fueron sacados de servicio en abril de 1996 y puestos en la Reserva, y el TK-13 un año más tarde. El TK-202 llegó a Severodvinsk a principios de julio de 1999 para el decomisionamiento (retirada de su tripulación y entrega definitiva de rol) y entre el verano/otoño de 2002 comenzó el proceso de descarga de residuos radioactivos, y fue desguazado por completo a finales de 2005, y su acero almacenado para el reciclaje. 
Estados Unidos está aportando fondos para ayudar al desmantelamiento de estos submarinos desde la Cumbre de Kannanaskis (Canadá) 10 + 10 de 2002. Pero el trabajo de desguace es lento, costoso y complicado, debido a su innovador diseño de dos cascos cilíndricos de 7 metros de diámetro unidos dentro de un doble casco cubierto con bandas de caucho, para aumentar su sigilo bajo el agua. Lo primero es quitar el combustible nuclear utilizado por el submarino, después se retiran los 2 reactores nucleares, y para ello hay que construir instalaciones especiales muy costosas de mantener, que cumplan los estándares internacionales de des contaminación nuclear actuales. 
Los otros dos submarinos, el TK-12 y el TK-13, están esperando su turno para seguir el mismo camino, el del desguace a principios de la década del 2000. Tras la firma del Tratado SORT de febrero de 2002, Estados Unidos abandona el ABM (tratado firmado en 1972 y que representó de facto, la paz nuclear mundial durante los últimos 30 años), y actualmente parece que Rusia también lo ha abandonado, tras confirmar la construcción de hasta 20 nuevos radares de descubierta lejana de misiles balísticos Vorónezh, en 2012, uno de los cuales se emplazará en la región siberiana de Yeniseysk, cercano al río Angará, contraviniendo lo firmado en 1972, en 2022 para cuando dicha red se encuentre con sus 20 unidades distribuidas por todo el continente euroasiático ruso escudriñando los cielos para prevenir de un ataque estratégico venga desde venga, y con la entrada en servicio de los nuevos misiles Iskander-M (R-500) con 2000 km de alcance, el Khinzal-M (Kh-47-M), que es su versión aérea, y el SS-N-27 3M14T Kalibr, que se está normalizando para todas las plataformas de lanzamiento, y posee un alcance de 2600 km. También han construido y están desplegando un nuevo misil ICBM el RS-26 Rubezh, que tiene un alcance aproximado de 5670 km, y se podría encontrar con acomodo dentro del INF de 1987, pero como Rusia lo abandonó en 2007, construyó este ICBM con vocación de IRBM, para ocupar el vacío defensivo dejado tras el desmantelamiento del histórico SS-20 Saber, destruido entre 1988 y 1992, en virtud del INF de 1987. 
Todo parece indicar que Rusia desea mantener en servicio los otros tres submarinos Typhoon, el TK-17 y TK-20 fueron mantenidos desde el 2007 al 2010, a la espera de su incierto destino, ya que había muchas dudas en el Kremlin sobre si reconvertirlos a submarinos logísticos de transporte submarino o simplemente esperar el desguace. Sin embargo, al menos el TK-208, tras una intensa reestructuración, con cableado de fibra óptica y reparación, se le hizo funcionar como plataforma de pruebas balísticas para nuevas armas estratégicas, equipándolo con nuevos misiles de prueba, tales como el SS-N-23 Lyner, RSM-54 R-29 RMU-2.1 (que será montado en todos los seis submarinos del Pr.667 BDRM Delfín, hasta que estos sean sustituidos totalmente por los nuevos SSBN Clase Borei II Pr. 955A), y los misiles de la serie Topol (Bulava-30 3M30 R-30 y Topol-M  3M47) en sus versiones navales. Esto último no se consiguió hasta bien entrado el año 2012, en el cual Rusia culminó la IOC operacional del R-30 Bulava (SS-N-32) 3M30.
El Typhoon no solo es el submarino más grande del mundo, sino también el más famoso, en el cual se inspiraron los dos grandes superventas Typhoon y La caza del Octubre Rojo, esta última llevada también al cine y convertida en todo un clásico del género. 
Los Typhoon han sido desde su construcción el orgullo de la Marina Rusa, un símbolo emblemático de poder para los soviéticos, que durante años significó una de las amenazas más letales y temidas por los Estados Unidos.

## Diseño

Esquema de un submarino de clase Akula:
• 1 – Domo
• 2 – Tubos lanzatorpedos de proa de 533 mm
• 3 – Casco externo
• 4 – Timones de profundidad de proa retráctiles
• 5 - Escotillas de escape de emergencia PL
• 6 - Sala de torpedos
• 7 - sonar de proa
• 8 - Lanzamisiles balísticos, minas P-39
• 9 - Sala de control
• 10 - Cámara de rescate
• 11 - Dispositivo deslizante
• 12 - Dispositivos de cierre corredera
• 13 - Radio
• 14 - Compartimiento del reactor
• 15 - Escotillas de mantenimiento del compartimento del reactor
• 16 - Protección de la hélice dirección para el hielo
• 17 - Compartimiento de la turbina
• 18 - compartimiento mecánico
• 19 - guías hidrodinámicas
• 20 – Estabilizador vertical
• 21 - Timones verticales
• 22 - Hélice
• 23 - Timones de profundidad
• 24 - Sonar de proa
• 25 - Propulsores retráctiles
• 26 - Compartimientos de misiles
• 27 - Módulo de supervivencia
• 28 - Reactor nuclear
• 29 - Eje de hélice
• 30 – Estabilizadores horizontales de popa
• 31 – Casco de presión de proa
• 32 – Casco de presión principal de estribor
• 33 - Casco de presión principal de babor
• 34 – Casco de presión central
• 35 – Casco de presión de popa
• 36 - Tanque de inmersión rápida

El Typhoon/Akula tiene un diseño multicasco, algo realmente único e innovador que después seguirían utilizando los rusos en otros submarinos. El buque tiene dos cascos presurizados de 7,2 m de diámetro, que van de proa a popa. Estos cascos están dispuestos en paralelo uno de otro y simétricos al plano central, semejándose a un catamarán, y se encuentran dentro del casco principal externo, que tiene doble casco, separados por una banda de caucho. 
Contienen 5 cascos habitables y 19 compartimentos en su interior. Ambos cascos y todos los compartimentos están conectados entre sí. 
Los cascos, el plano central y el compartimento de los torpedos están hechos de titanio y el casco externo de acero no magnético, lo que explica su alto costo de construcción. 
Todo el casco externo está recubierto de placas cerámicas Cluster Guard antieco que absorben el sonido. Entre los cascos internos y el externo del submarino, está instalada una separación de 12 dm a los lados. Ese diseño multi-casco le permite al Typhoon/Akula navegar a más profundidad y ser más silencioso que su rival estadounidense de la clase Ohio.
Su colosal volumen (casi el doble que el submarino clase Ohio) le proporciona entre un 30 % y 45 % de reserva de flotabilidad. Este submarino también cuenta con dos módulos de emergencia, conectados a cada uno de los cascos internos, para la evacuación de toda la tripulación en caso de accidente o hundimiento y tener que abandonar la nave.
Toda esta superestructura de acero y titanio de varios centímetros de grosor, lo protege al mismo tiempo de ataques enemigos, de modo que el buque está concebido para resistir el impacto de un torpedo armado con explosivo convencional sin hundirse, por su gran capacidad de flotación y su construcción modular con cascos separados.
El compartimento de los misiles está en la parte superior de la proa entre los cascos y delante de la torre, siendo también un rasgo único y distintivo. La sala principal de control y el compartimento del equipo electrónico, se encuentran en un módulo protegido que está situado detrás de los silos de los misiles, encima de los cascos principales en un plano central y bajo la torre de mando. Como dato significativo indicar que la longitud total del submarino, 170 metros, el más largo del mundo, equivale a la altura de un edificio de 69 plantas.
Este submarino nuclear de tercera generación tiene mucha más maniobrabilidad, a pesar de su gran tamaño y peso, y es más silencioso que sus predecesores. Para reducir la señal acústica se utiliza un sistema amortiguador neumático de goma que forma parte del casco externo del buque y que lo recubre en su totalidad, así como una distribución de mecanismos y materiales especiales, un nuevo aislamiento de sonido y una capa antihidroacústica. Sin embargo, este silencio puede ser detectado por los nuevos sonares de penetración más modernos, ya que detectan zonas de ruido inusualmente bajo en el océano.
Debido a la geografía de Rusia y a las durísimas condiciones meteorológicas del Ártico, zona donde los Typhoon/Akula operan, el diseño del submarino está pensado para que pueda navegar bajo el hielo o rompiéndolo. Sus dos hélices están parcialmente protegidas, giran en sentido contrario para aumentar su estabilidad, propulsión y sigilo, la proa y la base de la torre, están redondeadas y reforzadas para romper capas de hielo de hasta 3 metros de espesor, que cubren la mayoría del océano Ártico y abrirse camino a través del él, al momento de emerger y mantenerse rodeado por el hielo con seguridad.
Los submarinos estadounidenses actuales pueden realizar esta misma misión siempre y cuando no lleven el módulo de rescate y se hayan situado las mallas antichoque en todas las protuberancias superiores. Si no, solo podrá emerger en zonas con espesor máximo de 2 m de hielo.
Cuenta con hidroplanos retráctiles en la zona de la proa. Estos se repliegan dentro del casco según las condiciones de navegación, al momento de emerger en el hielo y atracar en el puerto.

## Propulsión

Figura representando un submarino Clase Typhoon

La fuente de energía es nuclear. De la misma forma que otros submarinos, se utiliza un reactor para generar vapor de agua a presión que mueve una turbina eléctrica y esta, a su vez, hace girar la hélice con electricidad; el agua pesada es reciclada completamente.
El motor del buque consiste en 2 reactores nucleares de agua presurizada OK-650 y dos máquinas ensambladas que constituyen una turbina de vapor para cada reactor. Dentro de cada casco principal hay un reactor y una turbina. Cada reactor tiene 190 megavatios de potencia, lo que nos da una idea de la fuerza de este coloso. En conjunto cada reactor mueve una turbina de vapor de 50 000 CV de potencia y dos turbogeneradores de 3200 kW. Dos generadores diésel DG-750 de 800 kW sirven como propulsión de apoyo desarrollando 520 CV. y para casos de emergencia, puede funcionar como un submarino convencional, debido al gran espacio interior que ofrece este diseño.
El submarino está impulsado por dos enormes hélices de 4 m de diámetro y siete palas. Dichas hélices están montadas de forma inversa una de otra, de modo que cada una gira en sentido inverso a la otra, consiguiendo así un flujo mayor y por lo tanto más impulso.
La velocidad máxima varía desde los 15-16 nudos en superficie hasta los 27 nudos en inmersión, lo cual no está nada mal teniendo en cuenta sus mastodónticas dimensiones, es el submarino más grande del mundo y hasta ahora, ningún otro país tiene planes para desarrollar un submarino equivalente y con un diseño de tan avanzada tecnología, que ha necesitado de muchos años para ser un submarino totalmente operativo.

## Equipamiento

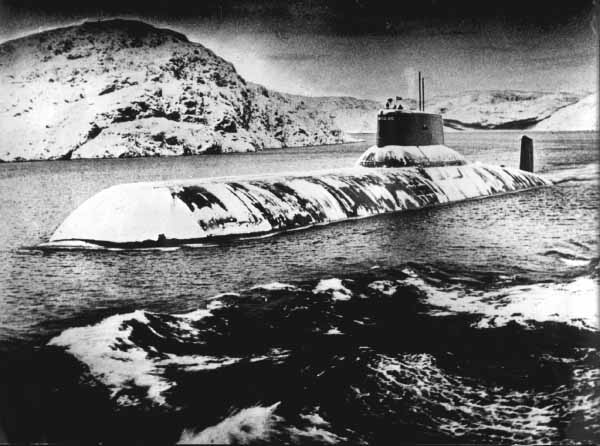
Submarino Akula cubierto por el hielo

Los Typhoon/Akula están equipados con el sistema hidroacústico “Slope” que consiste en cuatro emisoras hidroacústicas. El sistema “Slope” permite rastrear 10-12 buques simultáneamente. También utiliza dos boyas de antena flotantes para recibir mensajes de radio, datos de designación de objetivos y señales de navegación a gran profundidad o bajo la capa de hielo.
El submarino dispone de 2 periscopios, uno para el comandante y otro para uso general de la tripulación, radio sextante, radar, y antenas para comunicaciones por radio, y sistemas de navegación satelitales. Todos estos dispositivos son retráctiles, y se esconden en el interior de la torre de mando, para mantener su diseño hidrodinámico y reducir su marca de sonar.
El Typhoon/Akula cuenta con los siguientes sónares: 
- 1 Shark Gill, montado en el casco de búsqueda, ataque pasivo/activo y baja/media frecuencia
- 1 Mouse Roar, montado en el casco, de ataque activo y alta frecuencia
- 1 Shark Rib en el flanco, pasivo de baja frecuencia
- 1 Pelamida a remolque de búsqueda pasiva y frecuencia muy baja.

En cuanto al nivel de confortabilidad el Typhoon/Akula tampoco tiene rivales. La habitabilidad es mucho mayor que la de cualquier otro submarino, debido a su gran tamaño y espacio interior, ya que cuenta con compartimentos individuales para cada miembro de la tripulación, gimnasio, sauna, sala de ocio y hasta mini-piscina entre otras cosas. Todo esto permite que la tripulación pueda afrontar cualquier situación mucho más relajada y preparada, durante misiones de combate de larga duración.
La autonomía real del Typhoon/Akula, al igual que la mayoría de los submarinos nucleares, es ilimitada. El buque produce el oxígeno a partir de la descomposición del agua, y con ayuda de filtros y un sistema de ventilación se mantiene el aire puro y respirable dentro de la nave sin necesidad de salir a la superficie. El agua potable también la produce el propio submarino a partir del agua del mar mediante un proceso químico, y el combustible no constituye un problema, ya que la principal ventaja de la energía nuclear es el gran rendimiento que ofrece con una cantidad muy pequeña de materia prima. Por lo tanto, el único inconveniente es el de las provisiones de alimentos, que hace que la autonomía del Typhoon se vea limitada a 120 días de misiones de combate, patrulla y escolta de barcos de la flota de la Armada de Rusia.

## Armamento
El Typhoon/Akula transporta un verdadero arsenal nuclear con más poder destructivo que todas las bombas lanzadas en la Segunda Guerra Mundial, que consta de torpedos y misiles balísticos intercontinentales, siendo estos su principal arma. El cometido que desempeña un submarino estratégico es el de arma disuasoria. Merodear los océanos en completo silencio evitando ser detectado, y en caso de ser necesario lanzar un ataque masivo con sus misiles nucleares sobre objetivos enemigos.
Cuenta con 20 misiles estratégicos R-39, seis tubos lanzatorpedos y varios tipos de otros misiles y minas, que pueden ser lanzadas por los tubos lanza torpedos y en silos verticales. Los silos de los misiles están dispuestos delante de la torre de control, en dos filas de 10 cada una. Este submarino no tiene que sumergirse o navegar por el mar para lanzar los misiles, puede hacerlo perfectamente estando amarrado al dique, aunque esto limitará su alcance considerablemente. Cabe destacar que no tienen que emerger necesariamente para disparar los misiles, ya que todos los submarinos rusos en la actualidad y ya desde hace varias décadas disponen de sistemas de lanzamiento sumergido para sus misiles, así mismo es falso el rumor que los submarinos Akula necesitan emerger forzosamente para disparar los misiles R-39.
De los 6 tubos lanzatorpedos que tiene el submarino, 2 son de calibre 533 mm y los otros 4 son de calibre 650 mm. Para los tubos de 533 mm lleva torpedos de los modelos 53-65K, SET-65 o SAET-60M y para los tubos de 650 mm lleva torpedos modelos 65-76, ambos con cabezas nucleares. En total porta 22 torpedos, y también puede llevar un RPK2 / SS-N-15 Starfish o un 100-RU / SS-N-16 Stallion por cada tubo. El submarino tiene un sistema de carga de misiles y torpedos automático. Los tubos lanzatorpedos pueden ser utilizados también para la colocación de minas bajo el agua.

## Submarinos construidos
| #                     | Puesto en grada       | Botado                   | Asignado                | Estatus                                                   |
| --------------------- | --------------------- | ------------------------ | ----------------------- | --------------------------------------------------------- |
| TK-208 Dmitri Donskoy | 3 de marzo de 1977    | 23 de septiembre de 1980 | 12 de diciembre de 1981 | Plataforma de prueba para misil R-30 Bulava En servicio   |
| TK-202                | 1 de octubre de 1980  | 26 de abril de 1982      | 28 de diciembre de 1983 | Fuera de servicio desde 1995 Desguazado entre 2003 y 2005 |
| TK-12                 | 27 de abril de 1982   | 17 de diciembre de 1983  | 27 de diciembre de 1984 | Fuera de servicio desde 1996 Desguazado entre 2006 y 2007 |
| TK-13                 | 5 de enero de 1984    | 21 de febrero de 1985    | 29 de diciembre de 1985 | Fuera de servicio desde 1997 Desguazado entre 2007 y 2009 |
| TK-17 Arkhangelsk     | 24 de febrero de 1985 | Agosto de 1986           | 6 de noviembre de 1987  | En reserva, dado de baja en 2015                          |
| TK-20 Severstal       | 6 de enero de 1987    | Junio de 1988            | Septiembre de 1989      | En reserva                                                |
| TK-210                | 1986                  | No completado            | No completado           | Desguazado                                                |

## 830 TK 17Arkhangelsk
Entró en servicio el 19 de febrero de 1988, en la 18.ª división en la base de Zapádnaya Litsa, en noviembre de 2002 entró en proceso de modernización en el astillero de Sevmash, ese mismo año la tripulación pidió que se le diera el nombre de Arkhangel'sk, su comandante es V. Volkov, esta nave tomó parte en los ejercicios realizados el 17 de febrero de 2004 y el presidente Vladímir Putin estuvo a bordo de él. Está planeado ser modificado aún más para portar el nuevo misil Bulava.
Actualmente, el submarino está en reserva a la espera ya sea fuera de servicio o modernización.

## 832 TK 20Severstal
Entró en servicio el 27 de agosto de 1985 en el astillero Sevmash (Severodvinsk) bajo el nombre de TK-20. Dado de alta en servicio activo el 11 de abril de 1989, y puesto a prueba el 28 de febrero de 1990. El submarino recibió el nombre de "Severstal" el 20 de junio de 2000, cuando fue puesto el patrocinio de la planta metalúrgica Cherepovets. 
El 25 de agosto de 1995 lanzó misiles balísticos RSM-52 desde la zona del Polo Norte contra un campo de entrenamiento de combate. Se premió a los Miembros de la tripulación. Algunos fueron premiados con medallas, el comandante-almirante VM Makeyev, recibió la medalla: "Héroe de Rusia". En diciembre de 1997, el submarino, fue destinado de nuevo a la Flota del Norte para hacer ejercicios de tiro con misiles y pruebas balísticas. En 1998, tomó parte de nuevo en los ejercicios de la flota del norte para unos entrenamientos de control de daños. En 24 de julio de 1999 participó en el desfile "Día de la Armada Rusa" en Severomorsk. En septiembre de 2001, patrullaba el lugar del naufragio del SSN Kursk. En 2001 ganó el título de "Submarine" la mejor flota del Norte. Desde octubre de 2001 hasta diciembre de 2002 estuvo de reparación en el astillero Sevmash en Severodvinsk. El 29 de abril de 2004, fue retirado del servicio por falta de munición. Actualmente, el submarino está en reserva a la espera de retirarlo de servicio o modernización.

## 834 TK 208Dmitry Donskoy
Entró en servicio el 9 de febrero de 1982, en la 18.ª división en la base de Zapádnaya Litsa, luego fue transferido a la base de Severodvinsk. Sirvió para probar los misiles D-19 en 1983-1984. en 2002 fue renombrado como Dmitry Donskoy, y entre 2003 y 2005 le realizaron modificaciones, para llevar y probar el misil Bulava (RSM-56 R-30 3M30).
La primera prueba falló y el misil cayó al agua al minuto del lanzamiento, debido al fallo repentino del motor de la primera etapa. En octubre de 2006 se realizó otra prueba en el mar Blanco fallando después de 200 s del lanzamiento por problemas en el sistema de control. Se realizaron nuevos lanzamientos para probar este nuevo tipo misil con éxito, que puede transportar de 6 a 10 ojivas nucleares, capaces de modificar su trayectoria de vuelo, y que serán embarcados en el nuevo submarino Clase Borey, “Yuri Dolgoruki” (proyecto 955 clase “Borei”). Tras un desarrollo con más problemas de lo esperado, y un retraso considerable sobre la capacidad operativa inicial (IOC) prevista para octubre de 2008, en diciembre de 2012, el R-30 (RSM-56) está capacitado ya para ser instalado en el Pr. 955 Borei. El primer submarino, el K-535 Yuri Dolgoruky, que actuó como prototipo hasta su construcción completa final, ya que originalmente tenía 12 silos, luego fue reestructurado durante su construcción y desarrollo en grada para albergar 16 silos, que tienen las tres primeras unidades, tanto el Dolgoruky, como el K-550 Aleksandr Nevsky, como la tercera unidad, el K-551 Vladimir Monomaj. A partir de la cuarta unidad construida, el Kniaz Vladímir (K-¿?), llevarán todas las unidades los 20 silos, para igualar la capacidad de carga de los submarinos norteamericanos de la Clase Ohio, con 24 silos con SLBM Trident II.